# リチャード・オールディントン

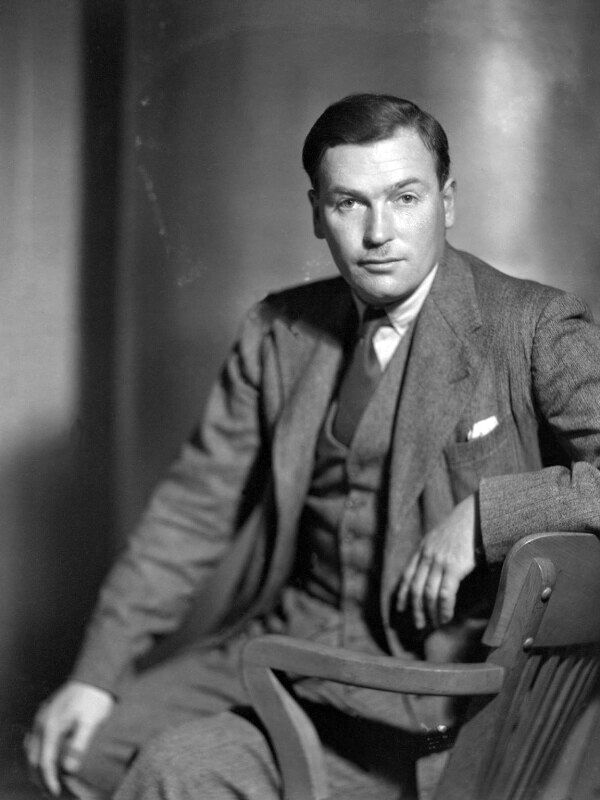
オールディントン（ハワード・コスターの作品） 、1931年

リチャード・オールディントン （アルディントンとも、Richard Aldington, 出生名： エドワード・ゴッドフリー・オールディントン Edward Godfree Aldington, 1892年7月8日 - 1962年7月27日）は、イギリスの作家および詩人であり、イマジスト運動の初期の主要人物である。彼は1911年から1938年まで、詩人ヒルダ・ドゥリトル （H.D.）と婚姻関係にあった。 
オールディントンの50年間のキャリアのなかには、詩、小説、批評、伝記といった作品が含まれている。彼は文学雑誌『エゴイスト』の編集者をつとめ、『タイムズ文芸付録』、『ヴォーグ』 、『クライテリア』、『ポエトリー』などの雑誌に寄稿した 。彼の『ウェリントン』（1946）という伝記は、 ジェイムズ・テイト・ブラック記念賞を受賞した。彼の交流関係には、T.S.エリオット、D.H.ローレンス、エズラ・パウンド、W.B.イェイツ、 ロレンス・ダレル、 C.P.スノーといった作家・批評家がいた。彼はイマジズム運動の主要な詩の表明者としてH.D.を擁護することで、彼女の作品が国際的な注目をうる手助けをした。

## 生い立ちと結婚
オールディントンは、4人兄弟（姉妹）の長男としてポーツマスで生まれた。父親は弁護士だった。彼の両親は双方ともに書籍の執筆・出版をしており、家にはヨーロッパ文学や古典文学の大きな書庫があった。読書に加えて、この時期のオールディントンの興味は、（これらすべてがのちのちにも続くものであるが）蝶の収集、ハイキング、言語学習などにむかった。彼はつづけて、フランス語、イタリア語、ラテン語、古代ギリシャ語を習得した。 彼はドーバーの近くにあるセント・マーガレット・ベイの「スウィートマン氏の若い男性のための神学校」で教育を受けた。彼の父親は56歳で心臓の障害のために亡くなった。 
オールディントンはロンドン大学のドーバー・カレッジに進学したが、父親の投機の失敗とその後の借金によって引き起こされた、家庭の財政状況のせいで、彼は学位を修了することはできなかった。彼は両親からのわずかな手当に支えられながら、スポーツジャーナリストとして働き、英国の雑誌で詩を出版し始め、詩人ウィリアム・バトラー・イェイツやウォルター・デ・ラ・メアを含む文学界隈に引きつけられていった。 
1911年には、オールディントンは社交界のホステス、ブリジット・パットモアと出会い、彼女と束の間の関係を持った。当時の彼は「背が高く肩幅が大きく、額は広め、思春期に移ろっている不明確な色のブロンドの髪の太く長い髪、非常に明るい青い目、小さすぎる鼻、きっぱりとした口」と描写される。彼女を通して、彼は、アメリカの詩人エズラ・パウンドと詩人ヒルダ・ドゥリトル（H.D.）の二人（彼らは以前は婚約状態にあった）に出会うこととなった。1913年、戦争直前には、H.D.とオールディントンはさらに親密になり、イタリア・フランス中の広い範囲をともに旅した。彼らは、夏にロンドンに戻ると、ロンドン西部のケンジントンにあるチャーチ・ウォークの別々のアパートの部屋に引っ越した。H.D.は6番、オールディントンは8番、そしてパウンドが10番に住んでいた。パウンド、そして夏にアメリカから渡ってきたドゥリトル一家の立ち会いのもとで、彼らカップルは結婚した（結婚期間は1913年〜1938年）。彼らは5つあるホランド地区のアパートのなかの一つの、自分たちのアパートへと引っ越したが、すぐにパウンドが廊下の向かい側の部屋に引っ越してくることになる。 
詩人たちは戦争前の文学界の動乱に夢中になっていた。その興奮のさなか、ソーホーの喫茶店や社交サロンでは新しい政治やアイデアが熱心に議論されつつ、創り出されていった。夫婦は、保守的なヴィクトリア朝の慣習の結果として浮かび上がってきた、詩、フェミニズム、哲学の新しい形態に対する彼ら共通の捉え方をとおして絆を深めていった。夫婦は、階層制度を拒絶し、パウンドを文学的点火者というよりは乱入者や侵入者と見なし始めるなかで、彼らの間の同志性と相互扶助の感覚がその夫婦関係の精神的な糧となっていった。 
夫婦は影響力を持ったアメリカの詩人エイミー・ローウェルに出会い、さらにローウェルは1914年、作家のD.H. ローレンスに彼らを紹介した。ローレンスは、のちに二人にとっての親しい友であり師となる。 

## 初期の仕事
オールディントンの詩は、明確なイメージを持ったミニマル・アート的な自由詩を擁護しており、ヴィクトリア朝の道徳の強調を取り除こうと努めたことから、イマジストのグループに関連付けられてきた。このグループは、新興のモダニズム運動の鍵となった。1912年には、エズラ・パウンドは、H.D.とオールディントンをさして、「イマジスト」という用語を作り出した。オールディントンの詩は、イマジストたちの創刊アンソロジー『イマジストたち（Des Imagistes）』（1914）の、ほぼ3分の1をなしていた。その運動は、日本の芸術と古典的なヨーロッパの芸術に強く触発されていた。オールディントンは、日本の伝統的な詩の形式の実験こそが、英語圏での前衛文学を前進させるための道を与えられるという、T.E. ヒュームの信念を共有していた。 

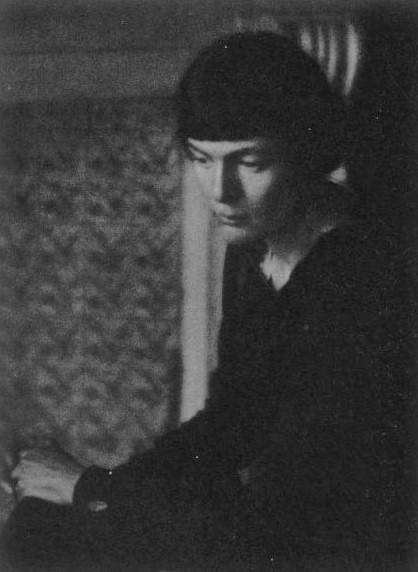
H.D.（1917年）

パウンドはオールディントンの詩のうちの3つをハリエット・モンローの雑誌『ポエトリー』に送り、それらは1912年11月に掲載された。彼女はそこで、「リチャード・オールディントン氏は若き英国の詩人であり、自由韻律という形で、興味深い実験を遂行している熱心な古代ギリシア研究集団である、『イマジスト』の一員でもある」と述べている。彼女は詩「コリコスの歌（Choricos）」を彼の最も優れた作品であり、「この言語で最も美しい死の歌の1つ」、「研究され、影響を受けた重力の詩」とみなした。 
1914年8月にH.D.は妊娠し、1915年には、オールディントンとH.D.はエズラ・パウンドの近所だったホランド・パークの自宅からD.H. ローレンスとフリーダ・ローレンスの近所であるハムステッドに移住した。 彼らは、より広々とした空間とより強い緑とともに、都市の喧騒から離れることで、より心が落ち着いていくのを感じていた。妊娠は、娘の死産に終わり、そのことが夫婦を傷つけ、その関係に大きなストレスをかけることとなってしまう。 当時、H.D.は28歳で、オールディントンは22歳だった。1914年の戦争勃発は、この時点では徴兵制は行われなかったものの、オールディントンを深く動揺させることになった。対して、H.D.は、ヨーロッパの政治的もしくは地理的な情勢に密接な関係を持たなかったため、乱闘がより遠くに感じられていた。この亀裂もまた、結婚生活に負担をかけることになった。不幸なことに、オールディントンはアメリカへの脱出を夢にみるようになり、また女性と浮気し始めた。彼はフローレンス・ファラス、彼女もまた子どもを失っていたのだが、と関係を持ち始めたのであった。 
1914年から1916年までの間、オールディントンは『エゴイスト』の文芸編集者であり、コラムニストであった 。彼はドラ・マースデンの下でレナード・コンプトン＝リケットとともに編集補佐を務めていた。オールディントンはウインダム・ルイスをよく知っていて、『エゴイスト』で彼の作品を批評していた。 また彼はフォード・マドックス・フォードの友人でもあり、1914年に政府委員会のプロパガンダ本を手伝ったり、 『よき兵士(The Good Soldier)』のための口述筆記を行ったりした。

## 第一次世界大戦とその余波
1916年6月、オールディントンは軍に入隊し、ドーセットのウェアハムでの訓練へと送られた。H.D.は夫のより近くへと移住した。その後、彼はマンチェスター近くのキャンプへと派遣された。彼ら夫婦は自分たちの生活の二重性がきびしいものであると感じ、また訓練の厳格で統制された性質は、繊細なプロの詩人であるオールディントンにとっては耐え難い感じがしていた。自分が他の男性たちとは根本的に異なっていると感じた彼は、執筆する時間がほとんど残らないような、果てしない肉体労働よりも、知的な探究へと傾倒していった。彼らの時折行われた面会は感情に突き動かされた悲惨なものとなり、夫婦は自分たちの将来について、ともに計画を立てることができなくなっていた。彼はH.D.に、彼女がより安全でより安定した家庭をなすことができる、アメリカへと帰ることをすすめた。彼らは二人とも、ソンムおよび他の戦場でのフランスの大規模な軍の敗北のニュースが入ってくるのを見ていたのだった。H.D.には夫の将来の海外での配属に関する情報を知らされるはずもなく、すべて秘密のままだった。配給と強制徴兵が、イギリスに対して戦争が始まった時期に開始した。 
1916年12月にオールディントンが前線に送られた際には、夫婦の関係は手紙中心へと置き変わった。彼は、墓を掘る仕事にもかかわらず、文学を心に留めており、入隊して以来、12の詩と3つのエッセイをなんとか書き終え、また新しい本の執筆にも取り組みたかったと書き残している。彼はシラミ、風邪、泥、そしてひどい衛生状態で暮らすなかで、兵士の生活がその名誉を傷つけるようなものになっていると考えた。彼が前線でガスと遭遇したことは、彼の残りの人生に影響を与えることとなった。1917年7月に彼は休暇を与えられ、夫婦はこの短い猶予の間に再会の時間を楽しんだ。オールディントンはパウンドのようなかつてのイマジストの友人から疎遠になったように感じていた。なぜかといえばそれは、友人たちが、前線で兵士たちの煩雑な生活を経験しておらず、仕官のような状況を想像することができなかったからであった。 
1917年11月、オールディントンはロイヤル・レスターシャー連隊11大隊に入隊し、その後王立サセックス連隊の少尉に任命された。彼は通信将校そして臨時大尉として戦争を終え、1919年2月に復員した。彼は戦争から完全に回復したことはないのかもしれない。なぜなら、彼は自身の戦場での経験について、選集『戦争のイメージ』と『欲望のイメージ』（1919年）のなかに書き残したが、それらは新しい憂鬱さに満ちていたのである。彼は自分の詩人としての才能に落胆しつつ、戦争を終えた。『亡命とその他の詩（Exile and Other Poems）』（1923）もトラウマの過程を扱った。戦争物語の選集、『栄光への道筋（Roads to Glory）』は1930年に出版された。 ここから先、彼は批評家や伝記作家として知られるようになった。 
終戦のころ、H.D.はD.H.ローレンスの友人の一人、作曲家のセシル・グレイと生活していた。1919年3月、彼らはともに娘をもうけたが、その妊娠は、終盤にH.D.が肺炎にかかってしまったことから、非常に大変なものになった。グレイもオールディントンも父親としての責務を受け入れようとしなかった。オールディントンの復員時までに、HDは女性作家ブライアーと関係を持つようになった。H.D.とオールディントンは公式に別れ、他の人々と関係を結んでいたが、彼らは1938年までは離婚することはなかった。彼らは残りの人生の間も、ずっと友人のままであった。オールディントンは1918年以前の夫婦の文通をすべて破棄してしまったものの。 
オールディントンは、T.S.エリオットを援助するため、エゴイスト誌におけるオールディントンの後継者としてエリオットを指名するように、ハリエット・ショー・ウィーバーを説得した。1919年には、エリオットを『タイムズ文学付録』の編集者ブルース・リッチモンドにも紹介している。オールディントンは、コンラッド・エイケン 、エリオット、ウインダム・ルイス、オルダス・ハクスリーとともに、チャマン・ラルのロンドン季刊文芸誌『コテリー（Coterie）』（1919年から1921年まで発刊）の編集委員会に参加していた。エリオットは当時ロイズの国際部門で仕事をしていて、善意の友人たちは彼に本職として詩を書いてほしがっていた。「銀行の外にエリオットを出す」ためのエズラ・パウンドのたくらみは、レディー・オットライン・モレル 、 レオナルド・ウルフ、ハリー・ノートンによって支持された。オールディントンは、イマジストの『ザ・チャップ・ブック』のような雑誌で作品を発表しはじめた。エリオットの『荒地』に応えて、アルディントンは『森の愚者（A Fool i' the Forest）』（1924）を書いた。 

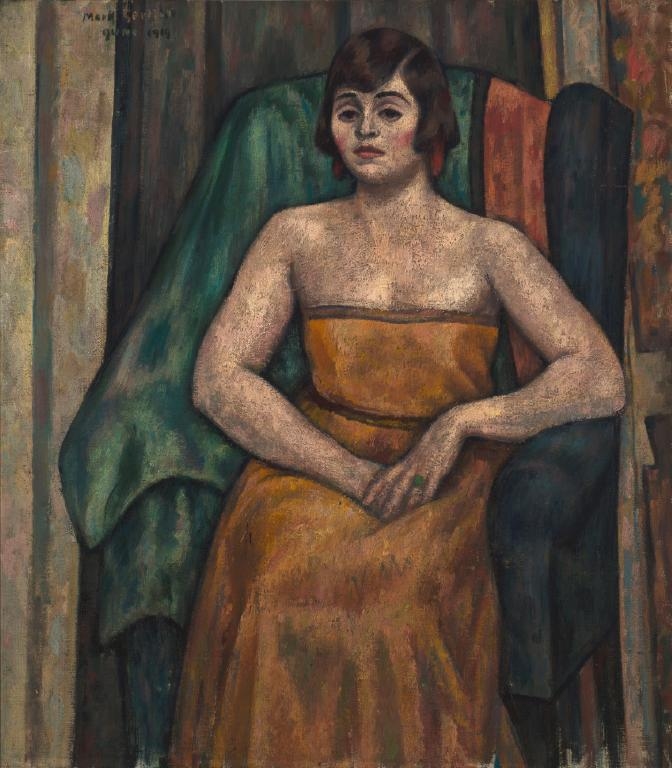
バレンタイン・ドブレ（1919年）

オールディントンは1925年に神経衰弱に見舞われた。詩への関心は衰え、エリオットの名声に敵意を持つようになった。オールディントンはエリオットに接近していたが、トラブルのあった結婚問題で徐々に、妻のヴィヴィアン・エリオットの支持者となっていった。オールディントンは、『ステッピング・ヘブンワード』（1931）において、夫のエリオットを「ジェレミー・シバー」として風刺した。彼は作家のバレンタイン・ドブレと関係を結び、 またメクレンブルク・スクエアに住んでいた時期から恋仲であるアラベラ・ヨークとも長く情熱的な関係を持っていたが、彼が海外へ向かうと、そうした関係も終わりを迎えることとなった。 

## 流浪
オールディントンは1928年に自ら流浪の民となった。 彼は何年もパリに住んでおり、ブリジット・パットモアと一緒に住んでおり、1928年に出会ったナンシー・キュナードに魅了されていた。1938年に離婚した後には、以前ブリジットの義理の娘だったネッタ（旧姓：マッカロー）と結婚した。 
『英雄の死』（1929年）は、戦争に対するアルディントンの半自伝的な仕方での応答であり、 休戦が宣言された直後に始まった。 彼が「ジャズ小説」と呼んだその小説では、ビクトリア朝の唯物論が戦争の悲劇と浪費の原因として非難された。「表現主義の悲鳴」であり拒絶論者であった。ロレンス・ダレルは、その小説を「同時代における最高の戦争小説」と賞賛した。 それは10年前の原稿に基づいて構築され、主にプロヴァンスのポートクロス島に住んでいる間に書き進められた。脚本家ハルコット・グローバーへの手紙で始まるこの本は、ビクトリア朝やエドワード朝の偽善的な説教に対して、風刺的・皮肉的・批判的な立場をとっている。本書は、1929年9月に発行され、クリスマスまでにイギリスだけでも10,000部の販売が達成された。これは、 レマルク 、 サスーン 、 ヘミングウェイなどの作家の戦争想起の一連の波及の一部であった。本はすぐにドイツ語や他のヨーロッパの言語に翻訳された。ロシアでは、この本はブルジョア政治への大規模な攻撃、オールディントンが書いたように「それ以前の人生の避けられない結果」であると解釈された。 「次はもっと悪くなるだろう」と。 ゴーリキーはその本を革命的だと称賛し、本は彼の後の彼の小説と共に、ロシアで大きく販売されることになった。だが、オールディントンは、因習打破への、そしてフェミニズムへの情熱にもかかわらず、政治的な点では極度の無党派であった。 
ジョージ・ウィンターボーンという登場人物は、芸術家としてのオールディントン（ウィンターボーンは、作家ではなく芸術家である）に漠然と基づいており、戦争前および戦争中の愛人がいて、またその舞台も彼が旅したことのある場所に非常によく似ている。「フレッシン城」という架空の名がつけられたこれらの舞台の一つは、HDへの手紙の1つで彼が書いた城に非常に似ていた。 
この頃に出版された、戦争について他の多くの小説のように『英雄の死』は検閲の影響を大きく受けた。小説の一部を変更したり切り取ったりする代わりに、彼は語句をアスタリスクに置き換えた。アスタリスクは紙上では不都合に思われたが、とりわけ、オールディントンは、出版と検閲の影響力を公衆に知らしめたいと考えていたのだった。 
1930年にオールディントンはデカメロンの翻訳作品を、続いてロマンスである『すべて人間は敵』（1933）を出版した。1942年、彼は新しい妻のネッタと共に米国に移住し、伝記作品群を書き始めた。それらはまずウェリントンから始まった。それこそ、『デューク： 初代ウェリントン公爵アーサー・ウェルズリーの人生と業績の記録』（1943）である。 その後、 D.H.ローレンスの伝記『天才の肖像、しかし...』（1950）、 ロバート・ルイス・スティーブンソン の伝記『反逆者の肖像』 （1957）、およびT.E.ローレンス の伝記『アラビアのロレンス：伝記的調査』（1955） といった作品が続いた。 財政的圧迫下で、彼はハリウッドの脚本家としても働いていた。 
1955年、晩年のオールディントンの、T.E.ローレンスの伝記は、その出版の際にスキャンダルを引き起こし、即座な反発をもたらした。因習打破の精神で、彼はローレンスの違法性を公に知らしめた最初の人物であり、ローレンスは同性愛者だったと主張したのだった。 彼が人気のある偉人を、うそつき、ペテン師、「生意気な虚言症患者」 と攻撃したことで、こうした主張が、それ以来のローレンスの評判を特徴づけることとなった。のちにローレンスの経歴に関する機密の政府機関のファイルが公開されてはじめて、ローレンス自身の記述の正確性を測定できるようになった。オールディントン自身の評判は、ローレンスの評判に対する不快なまでの攻撃と見なされるようになったものからは完全には回復しなかった。 多くの人は、第一次世界大戦中のヨーロッパの大激戦におけるオールディントンの苦悩が、彼を中東の劇場で得たローレンスの評判に憤慨させたと信じていた。 ロバート・グレーブスはその本の書評で、「ローレンスの慎重に検討された肖像の代わりに、憎悪に満ちた、寝たきりの、意地悪い目をした、喘息の、年配のハングマンの自画像を私は見つけた」と述べた。 

## 晩年
オールディントンは、1958年からフランスのシェールにあるスリー・アン・ヴォーに住んでいた。彼の最後の重要な本は、プロヴァンスの詩人でノーベル賞受賞者のフレデリック・ミストラル （1956）の伝記だった。 
オールディントンはスリーで1962年7月27日に亡くなった。それは惜しくも、彼の70歳の誕生日と彼のいくつかの小説のロシア語訳の出版に際して、モスクワで表彰された直後であった。彼の作品は彼の生前、ソ連で非常に強い人気を誇った。彼はスリーの地元の墓地に埋葬されている。 彼は、2番目の結婚の際の子どもである、一人娘のキャサリンを残した。彼女は2010年に亡くなった。 

## 遺産
1985年11月11日、 ウェストミンスター寺院の詩人のコーナーに石で記念された16人の第一次世界大戦の詩人の1人だった。 石の碑文は、大戦の詩人であるウィルフレッド・オーエンの作品からの引用である。 「私の主題は戦争であり、戦争の哀れみです。 詩とは哀れみのうちにこそあるのです。」 

## スタイルと苦悩
アレック・ウォーは、戦争がオールディントンを憎しみと憤りの感情に染めていったと説明したが、それを、鬱憤が彼の人生をだめにしていくのに任せるのではなく、むしろその鬱憤を『大佐の娘』 （1931） のような小説群の中で晴らしていったのだ、と捉えなおした。ブッシュは彼の作品を「失望した苦悩というキャリア」と表現している。彼の小説には、エリオット、ローレンス、パウンドなど、彼の友人たちの薄いベールで覆われた肖像画が含まれていた。友情は常に生きのびているわけではないのだが。 リンドール・ゴードンは、回想録『人生のための人生』（1941）でのエリオットの描写を「卑劣」として特徴付けている。若い頃、彼はイェイツには辛辣であったが、彼らは仲が良いままだった。 
1962年のタイムズのオールディントンの死亡記事は、彼を「流行する前の世代の怒れる若者 」であり、「その最後まで多少は怒れる老人のままだった」と表現した。 

## 著作
- Images (1910–1915) The Poetry Bookshop, London (1915) & (historical reproduction by Bibliobazaar ISBN 978-1-113-27518-9) 2009
- Images Old and New Four Seas Co., Boston (1916) & (historical reproduction by Bibliobazaar ISBN 978-1-113-39283-1) 2009
- The Poems of Anyte of Tegea (1916) translator
- Images of Desire (Elkin Mathews, 1919) & (historical reproduction by Bibliobazaar) ISBN 978-1-115-45071-3) 2009
- Images of War Beaumont Press, London (1919) & (historical reproduction by Bibliobazaar) ISBN 978-1-171-58428-5) 2009
- War and Love: Poems 1915–1918 (1919)
- Greek Songs in the Manner of Anacreon (1919) translator
- A Book of 'Characters' from Theophrastus, Joseph Hall, Sir Thomas Overbury, Nicolas Breton, John Earle
- Hymen (Egoist Press, 1921) with H.D.
- Medallions in Clay (1921)
- The Good-Humoured Ladies: A Comedy by Carlo Goldoni (1922) translator, with Arthur Symons
- Exile and Other Poems (1923)
- Literary Studies and Reviews (1924) essays
- Sturly, by Pierre Custot (1924) translator
- The Mystery of the Nativity: Translated from the Liegeois of the XVth Century (Medici Society, 1924) translator
- A Fool i' the Forest: A Phantasmagoria (1924) poem
- Voltaire (1925)
- French Studies and Reviews (1926)
- The Love of Myrrhine and Konallis: and other prose poems (1926)
- Cyrano De Bergerac, Voyages to the Moon and the Sun (1927)
- D.H. Lawrence: An Indiscretion (1927) (34-page pamphlet)
- Letters of Madame de Sevigné (1927) translator
- Letters of Voltaire and Frederick the Great (1927) translator
- Candide and Other Romances by Voltaire (1928) translator with Norman Tealby
- Collected Poems (1928)
- Fifty Romance Lyric Poems (1928) translator
- Hark the Herald (Hours Press, 1928)
- Rémy De Gourmont: Selections. (1928) translator
- Death of a Hero: A Novel (1929)
- The Eaten Heart (Hours Press, 1929) poems
- A Dream in the Luxembourg: A Poem (1930)
- The Memoirs and Correspondence of Mme. D'Epinay (1930) translator
- Euripides' Alcestis (1930) translator
- At All Costs (1930)
- D.H. Lawrence (1930) (43-page pamphlet; its contents are identical to D.H. Lawrence: An Indiscretion (1927), except for the dropping of the subtitle and the addition of a one-paragraph note following the title page.)
- Last Straws (Hours Press, 1930)
- Medallions from Anyte of Tegea, Meleager of Gadara, the Anacreontea, Latin Poets of the Renaissance (1930) translator
- The Memoirs of Marmontel (1930) editor, with Brigit Patmore
- Roads to Glory (1930) stories
- Tales from the Decameron (1930) translator
- Two Stories (Elkin Mathews, 1930)
- Letters to the Amazon by Rémy de Gourmont (1931) translator
- Balls and Another Book for Suppression (1931)
- The Colonel's Daughter: A Novel (1931)
- Stepping Heavenward: A Record (1931) satire aimed at T. S. Eliot
- Aurelia by Gérard de Nerval (1932) translator
- Soft Answers (1932) five short novels
- All Men Are Enemies: A Romance (1933)
- Last Poems of D.H. Lawrence (1933) edited with Giuseppe Orioli
- Poems of Richard Aldington (1934)
- Women Must Work: A Novel (1934)
- Artifex: Sketches and Ideas (1935) essays
- D.H. Lawrence: A complete list of his works, together with a critical appreciation by Richard Aldington (1935) (22-page pamphlet)
- The Spirit of Place (1935), editor, D.H. Lawrence prose anthology
- Life Quest (1935) poem
- Life of a Lady: A Play in Three Acts (1936) with Derek Patmore
- The Crystal World (1937)
- Very Heaven (1937)
- Seven Against Reeves: A Comedy-Farce (1938) novel
- Rejected Guest (1939) novel
- W. Somerset Maugham: An Appreciation (1939)
- Life for Life's Sake: A Book of Reminiscences (1941)
- Poetry of the English-Speaking World (1941) anthology, editor
- A Wreath for San Gemignano (1945) with illustrations by Netta Aldington and sonnets of Folgóre da San Gimignano titled The Garland of Months and translated by Aldington
- A Life of Wellington: The Duke (1946)
- Great French Romances (1946) novels by Madame De Lafayette, Choderlos De Laclos, the Abbe Prévost, Honoré de Balzac
- Oscar Wilde: Selected Works (1946) editor
- The Romance of Casanova: A Novel (1946)
- Complete Poems (1948)
- Four English Portraits, 1801–1851 (1948)
- Selected Works of Walter Pater (1948)
- Jane Austen (1948)
- Decameron of Giovanni Boccaccio (two volumes) (1949) translator
- The Strange Life of Charles Waterton, 1782–1865 (1949)
- A Bibliography of the Works of Richard Aldington from 1915 to 1948 (1950) with Alister Kershaw
- Selected Letters of D.H. Lawrence (1950) editor
- Portrait of a Genius, But . . . (The Life of D.H. Lawrence, 1885–1930) (1950)
- D.H. Lawrence: An Appreciation (1950) (32-page pamphlet, which borrows from the 1927, 1930, and 1935 pamphlets on Lawrence listed above)
- The Religion of Beauty: Selections from the Aesthetes (1950) anthology, editor
- Ezra Pound and T. S. Eliot: A Lecture (Peacocks Press, 1954)
- Lawrence L'Imposteur: T. E. Lawrence, the Legend and the Man (1954) Paris edition, later title Lawrence of Arabia, a Biographical Enquiry (1955)
- Pinorman: Personal Recollections of Norman Douglas, Pino Orioli and Charles Prentice (1954)
- A. E. Housman and W. B. Yeats: Two Lectures (Hurst Press, 1955)
- Introduction to Mistral (1956)
- Frauds (1957)
- Portrait of a Rebel: The Life and Work of Robert Louis Stevenson (1957)
- The Viking Book of Poetry of the English-Speaking World, Volume II (1958) editor
- Larousse Encyclopedia of Mythology (1960) translator with Delano Ames
- Switzerland (1960)
- Famous Cities of the World: Rome (1960)
- A Tourist's Rome
- Richard Aldington: Selected Critical Writing, 1928–1960 (1970) edited by Alister Kershaw
- A Passionate Prodigality: Letters to Alan Bird from Richard Aldington, 1949–1962 (1975) edited by Miriam J. Benkovitz
- Literary Lifelines: The Richard Aldington and Lawrence Durrell Correspondence (1981)
- In Winter: A Poem (Typographeum Press, 1987)
- Austria
- France
- Italy
- The Treason of the Intellectuals La Trahison des Clercs by Julien Benda (1928) translator

## 日本語訳
- 『女は働かねばならぬ 長篇小説』岡本隆,牧屋善三訳. 岡倉書房, 1939
- 『青春の日曜日』岡本隆, 牧屋善三 訳. 岡倉書房,1940
- 『英雄の死』新田潤訳. 今日の問題社, 1941
- 『天才の肖像 D.H.ロレンスの生涯と作品』西村孝次訳. 大日本雄弁会講談社, 1954